# Mariana Arnal Aranguren
Mariana Arnal Aranguren (17. kolovoza 1973.) je argentinska hokejašica na travi. Nadimak joj je "Manotas".
Visine je 169 cm i težine 62 kg.
S argentinskom izabranom vrstom je sudjelovala na više međunarodnih natjecanja.

## Sudjelovanja na velikim natjecanjima
- omladinsko SP 1993.
- SP 1994.
- Panameričke igre 1995.
- Trofej prvakinja 1995., 6. mjesto
- 1995., izlučna natjecanja za OI 1996. (4. mjesto)
- OI 1996. (7. mjesto)

## Priznanja
- najbolji strijelac omladinskog SP-a 1993.[1][2]

## Vanjske poveznice
- (engl.) "Mariana Arnal"[neaktivna poveznica], Sports Reference.
- (šp.) Santa Fe Deportivo  Arhivirana inačica izvorne stranice od 27. studenoga 2007. (Wayback Machine)
- (šp.) Saltahockey  Arhivirana inačica izvorne stranice od 27. srpnja 2009. (Wayback Machine) A 15 ańos de un subcampeonato historico